# Lago di Varano
Il lago di Varano è un lago pugliese appartenente per intero alla provincia di Foggia diviso tra i comuni di Cagnano Varano, Carpino ed Ischitella. Con una superficie di circa 60,5 km² risulta essere il maggiore lago costiero italiano, oltre ad essere il settimo lago della penisola e il più grande dell'Italia meridionale.

## Geografia

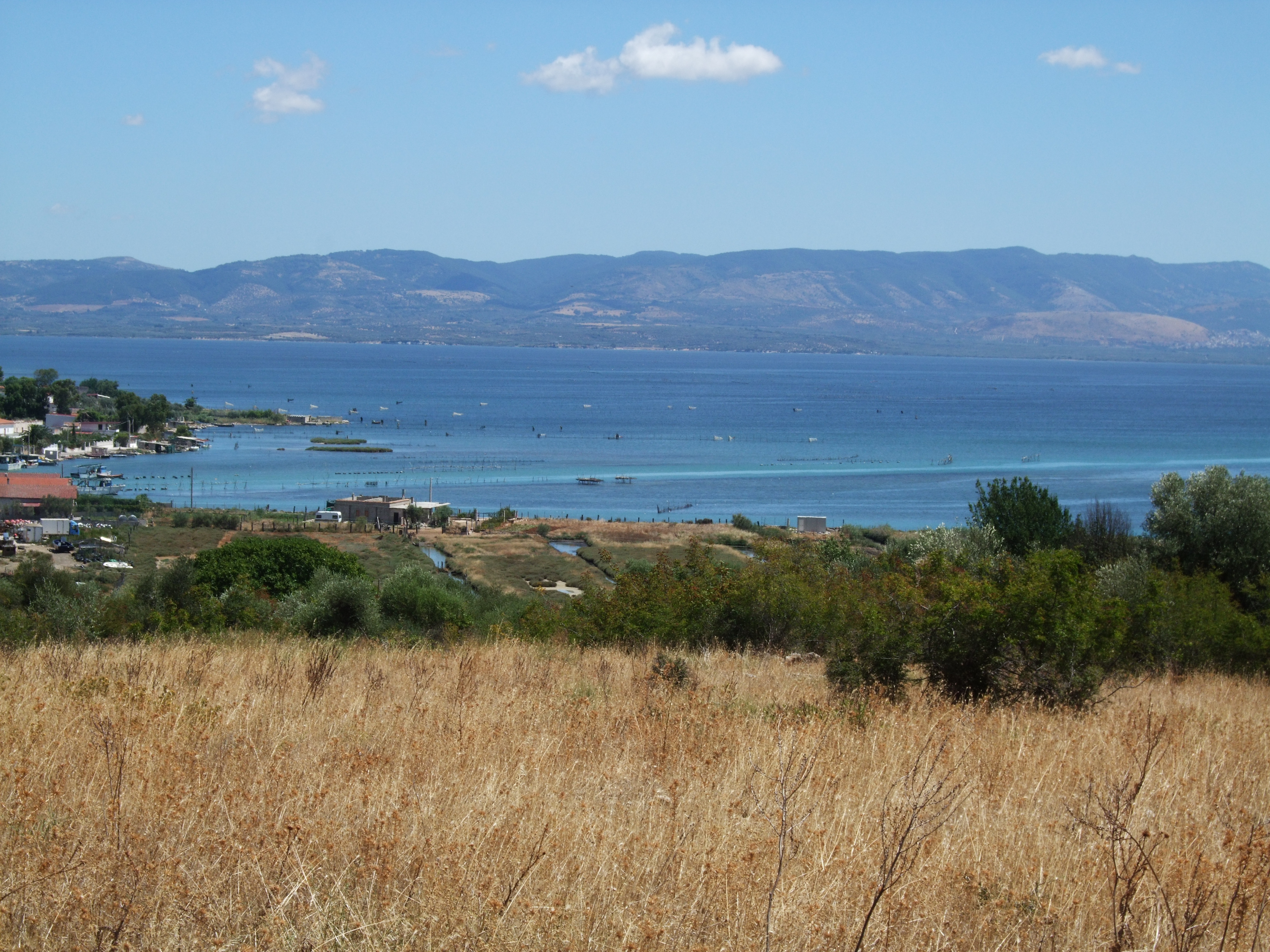
Vista del lago

Situato sulla costa settentrionale della penisola garganica, è tradizionalmente chiamato lago, anche se si tratta di una laguna ed è dunque un bacino di acqua salata, pur presentando una salinità di circa un terzo inferiore a quella del vicino mare Adriatico. Scavato nella massa calcarea garganica, tra il promontorio di Monte Devio e la punta di Rodi Garganico, ha forma vagamente trapezoidale che si estende per una larghezza di circa 10 km, risultando incassato all'interno del promontorio garganico per circa 7 km.
Il suo perimetro misura circa 33 km, la sua superficie è pari a 60,5 km² e la profondità delle acque varia da 2 a circa 5 metri (con una media di 3 metri), a seconda dei luoghi, man mano che ci si allontana dalla riva verso il centro del bacino.
A nord è separato dal mare Adriatico da una strettissima linea di terra, chiamata “isola”, lunga circa 10 km e larga 1 km, coperta di pini, eucalipti e altre piante.
Il lago è alimentato da due sorgenti sotterranee e comunica con il mare Adriatico tramite due canali: la foce di Varano e la foce di Capojale.
Le acque del lago bagnano i territori comunali di Cagnano Varano, Carpino e Ischitella, sul lago si affacciano l'insediamento di Foce Varano frazione di Ischitella e l'insediamento di Foce Capoiale frazione di Cagnano.

## Formazione
Nel I secolo d.C., secondo la documentazione di Plinio il Vecchio, al posto dell'attuale lago esisteva solo un'insenatura (o un golfo) chiamato dal naturalista latino Seno Uriano.
La formazione di un cordone litoraneo, avvenuta ad opera delle correnti marine e dei venti che hanno trasportato i detriti dai fiumi che hanno foce nel medio Adriatico, ha chiuso quest'insenatura marina facendo nascere in tal modo il "lago" di Varano.
La formazione del lago è databile intorno all'anno 1000. Nel 1158 il lago viene citato per la prima volta nella bolla del pontefice Adriano IV.

## Riserva naturale Isola di Varano
Sulla stretta striscia costiera che separa il lago dal mare Adriatico è istituita, dal 1977, la riserva naturale Isola di Varano.